# Urumaquia
Urumaquia es un género extinto de mamíferos xenartros perteneciente al orden Pilosa. Sus fósiles han sido encontrados en el norte de Sudamérica, en la Formación Urumaco en el estado Falcón, en Venezuela. La única especie descrita es U. robusta.

## Descubrimiento
Los restos de Urumaquia fueron hallados en la formación Urumaco durante una expedición de la Universidad Central de Venezuela para tomar muestras estratigráficas de esta formación que data del Mioceno superior, entre las épocas del Huayquerense al Chasiquense. Los huesos fosilizados fueron depositados en la Colección de Paleontología de Vertebrados de la Alcaldía de Urumaco. Entre ellos se incluye el espécimen holotipo MCN 91-72v, un astrágalo izquierdo junto al extremo distal de la tibia izquierda. Además se incluyó a los especímenes referidos MCN 74-72v un tercer metatarsiano derecho y MCN 5-72v, un húmero izquierdo sin epífisis de un ejemplar juvenil. El nombre binomial fue publicado en 2006 por Alfredo Carlini, Diego Brandoni y Rodolfo Sánchez y el nombre del género, Urumaquia se refiere a su procedencia geográfica, mientras que el nombre de la especie, robusta hace referencia a la robustez de sus huesos, mayor que la de otros megatéridos del Mioceno de Suramérica.
Restos adicionales fueron publicados en 2008 por los mismos autores, comprendiendo el espécimen AMU-CURS 169, una falange derecha de la mano,un fémur derecho mal preservado con rótula, la tibia izquierda casi completa, astrágalo y navicular izquierdos, el cuarto metarsiano derecho, quinto metatarsiano izquierdo y los especímenes AMU-CURS 176, la zona media de la epífisis proximal de una tibia derecha, el fémur derecho completo y aplastado y AMU-CURS 179, un cúbito izquierdo casi completo.